# Geelvinkrupsvogel
De Geelvinkrupsvogel (Edolisoma meyerii) is een zangvogel uit de familie Campephagidae (rupsvogels). Eerder werd deze vogel beschouwd als een ondersoort van de sahoelrupsvogel (E. tenuirostre), die toen nog monniksrupsvogel heette. Deze vogel is genoemd naar de Duitse natuuronderzoeker Adolf Bernhard Meyer.

## Verspreiding en leefgebied
Deze vogel komt voor op twee eilanden in de Geelvinkbaai in het noorden van Nieuw-Guinea en telt twee ondersoorten:
- E. m. numforanum: Numfor.
- E. g. meyerii: Biak.

## Status
De grootte van de populatie is niet gekwantificeerd maar de soort wordt omschreven als vrij algemeen op zowel Numfor als Biak. Op de Rode lijst van de IUCN heeft deze soort de status niet bedreigd.